# Notomastus chrysosetus
Notomastus chrysosetus är en ringmaskart som beskrevs av Anne D. Hutchings och Murray 1984. Notomastus chrysosetus ingår i släktet Notomastus och familjen Capitellidae. Inga underarter finns listade i Catalogue of Life.